# Ipolyvece, Nógrád
Ipolyvece  este un sat în districtul Balassagyarmat, județul Nógrád, Ungaria, având o populație de 844 de locuitori (2011). 

## Demografie
Componența etnică a satului Ipolyvece
     Maghiari (92,79%)
     Romi (6,51%)
     Slovaci (0,71%)
Componența confesională a satului Ipolyvece
     Romano-catolici (59,95%)
     Luterani (8,77%)
     Fără religie (3,44%)
     Reformați (1,42%)
     Necunoscută (26,42%)
Conform recensământului din 2011, satul Ipolyvece avea 844 de locuitori. Din punct de vedere etnic, majoritatea locuitorilor (92,79%) erau maghiari, cu o minoritate de romi (6,51%).  Din punct de vedere confesional, majoritatea locuitorilor (59,95%) erau romano-catolici, existând și minorități de luterani (8,77%), persoane fără religie (3,44%) și reformați (1,42%). Pentru 26,42% din locuitori nu este cunoscută apartenența confesională.